# Cantó de Poitiers-6
El cantó de Poitiers-6 és un cantó francès del departament de la Viena, situat al districte de Poitiers. Compta amb 1 municipi i part del de Poitiers.

## Municipis
- Biard
- Poitiers (part)

## Història
| Data d'elecció                           | Identitat         | Partit           | Qualitat |
| ---------------------------------------- | ----------------- | ---------------- | -------- |
| 1973-2008                                | Jean-Yves Chamard | RPR, després UMP |          |
| 2008-                                    | Sandrine Martin   | PS               |          |
| les dades anteriors no són pas conegudes |                   |                  |          |
|                                          |                   |                  |          |